# Maison au 5, rue des Hallebardes à Strasbourg
La maison au 5, rue des Hallebardes est un monument historique situé à Strasbourg, dans le département français du Bas-Rhin.

## Localisation
Ce bâtiment est situé au 5, rue des Hallebardes et au 24, rue des Orfèvres à Strasbourg.

## Historique
L'édifice fait l'objet d'un classement au titre des monuments historiques depuis 1928.